# Chan Io Chong
Chan Io Chong (* 26. Juni 1985) ist ein Badmintonspieler aus Macau. 

## Karriere
Chan Io Chong startete 2006 und 2010 bei den Asienspielen. Bei beiden Teilnahmen schied er bei seinen jeweils zwei Starts in der ersten Runde aus. 2010 schaffte er es in das Hauptfeld der Hong Kong Super Series 2010, unterlag dann dort jedoch in Runde eins. 2012 stand er im Nationalteam seines Landes bei der Thomas-Cup-Qualifikationsrunde in Asien und wurde dort in der Endabrechnung Neunter mit der Mannschaft.